# John Fusco
John Fusco é um roteirista, produtor e criador de séries como Crossroads, Young Guns, Young Guns II, Thunderheart, Hidalgo e Spirit: Stallion of the Cimarron, este último indicado ao Oscar de melhor animação.
Fusco foi quem escreveu o filme The Shack (2017).